# Anne Parr
Anne Parr Contessa di Pembroke (Londra, 15 giugno 1515 – Baynard's Castle, 20 febbraio 1552) fu sorella minore di Caterina Parr, sesta consorte di Enrico VIII d'Inghilterra, e dama di compagnia delle di lui sei mogli.

## La giovinezza
Anne Parr era figlia di Sir Thomas Parr e di Maud Green ultima di altri due fratelli, William Parr, I marchese di Northampton (14 agosto 1513-28 ottobre 1571) e Catherine.
Nel 1517 suo padre morì vittima della Malattia del sudore lasciando una giovane vedova di appena venticinque anni, incinta e con la responsabilità di amministrare l'eredità per i suoi tre figli.
Maud aveva un'occupazione a corte essendo dama di compagnia di Caterina d'Aragona ed era anche a capo della Royal School della corte dove Anne fu educata insieme alla sorella Catherine e alle figlie di altri nobili. Le bambine ebbero la possibilità di essere educate dal grande Umanista Juan Luis Vives che era uno dei maggiori insegnanti della scuola. Maud aveva insegnato alle figlie a leggere e a scrivere e in futuro esse vennero istruite nel francese, nella filosofia, teologia e nello studio dei classici. Da adulta Anne asserì che in casa sua veniva applicato il metodo educativo di Tommaso Moro che prevedeva l'istruzione di ragazzi e ragazze insieme, cosa che in casa Parr avvenne fino al 1525 quando suo fratello William se ne andò per unirsi alla corte di Henry FitzRoy, I duca di Richmond e Somerset, figlio illegittimo di Enrico.

## A corte
Nel 1528 Maud ottenne per Anne un posto presso la corte della regina Caterina e pose la figlia sotto la custodia del re, e quando Caterina venne soppiantata da Anna Bolena Anne rimase al suo posto e andò a servire lei. La personalità di Anna sopraffece quella di Anne che divenne una fervente sostenitrice della Nuova Fede, la caduta e l'esecuzione di Anna in ogni caso non la toccarono perché andò a servire, nel 1536, la nuova regina, Jane Seymour essendo presente anche al battesimo del piccolo Edoardo il 15 ottobre 1537 e al conseguente funerale di Jane. Morta Jane Anne servì Anna di Clèves e poi Caterina Howard e all'arresto di lei le vennero dati in custodia i gioielli della regina.
Nel febbraio 1538 Anne si sposò con William Herbert, I conte di Pembroke, figlio di Richard Herbert (morto nel 1510) a sua volta figlio illegittimo di William Herbert, I conte di Pembroke (1423 circa-27 luglio 1469) che era caduto combattendo nella Guerra delle due rose.
Non è noto se il matrimonio fra i due fosse d'amore o combinato, ma è curioso notare come sia lei che la sorella fossero attratte da impetuosi uomini inclini all'azione e con una tendenza alla cattiva fama. Grazie all'infatuazione del re per Catherine, che poi sposò, Anne e il marito godettero per alcuni anni del favore di Enrico comprese alcune rendite e gli venne concesso l'uso del Baynard's Castle a Londra. Dal loro matrimonio nacquero tre figli e per la nascita del secondogenito sua sorella Catherine le prestò il maniero di Hanworth perché vi si potesse riprendere. Poco dopo Anne andò a fare visita a Anne Stanhope, che aveva da poco partorito anch'essa e nel mese di agosto sua sorella mandò una chiatta a prenderla per riportarla a Westminster.

## Anne e Caterina
Anne fu presente al matrimonio della sorella con Enrico VIII d'Inghilterra che si tenne ad Hampton Court il 12 luglio 1543. Nel settembre del 1544 suo marito William fu nominato cavaliere a seguito dell'assedio di Boulogne, mentre Anne divenne la principale delle dame di compagnia della sorella. Anne fu parte della combriccola protestante che circondava la sorella alla corte e nel 1546 quando la protestante Anne Askew venne arrestata con l'accusa di eresia coloro che si opponevano a Catherine provarono a far confessare alla donna che la regina, Anne e le altre donne si erano convertite al protestantesimo.
Il vescovo Stephen Gardiner insieme a Thomas Wriothesley, I conte di Southampton (21 dicembre 1505-30 luglio 1550 e Richard Rich, I barone Rich furono coinvolti nelle torture a danno della Askew per farle dire che Anne, la regina e altre dame in particolare Catherine Willoughby, nipote del re, Anne Stanhope, zia del principe Edoardo, ed Anne Calthorpe (morta fra il 22 agosto 1579 e il 29 marzo 1582) erano eretiche, Gardiner ottenne quindi dal re il permesso di arrestare Caterina per le sue credenze religiose.
Catherine ottenne di poter vedere il marito e con acume disse che il suo interesse per la nuova fede era dovuto al solo fatto che ella voleva acquisire nuovi argomenti con cui distrarlo nelle loro conversazioni giacché il re era afflitto da una dolorosa ulcera alla gamba.
Enrico si lasciò persuadere e prima che l'arresto avesse luogo i due si riconciliarono. Il 28 gennaio 1547 Enrico morì e Catherine si trasferì insieme alla sorella e al resto della sua corte a Chelsea. Suo marito William divenne uno dei guardiani del nuovo re il decenne Edoardo VI d'Inghilterra, poco dopo Catherine si sposò con Thomas Seymour, I barone Seymour di Sudeley, zio del re, e nel settembre 1548 morì di Febbre puerperale dopo aver partorito una bambina.

## Gli onori e la morte
La morte di Catherine non segnò la fine della fortuna di Anne e del marito. Nell'ottobre del 1551 egli divenne un Pari d'Inghilterra quando venne insignito del titolo di Conte di Pembroke e nel 1553 ricevette parte delle terre di Edward Seymour, I duca di Somerset che era caduto in disgrazia ed era stato giustiziato, fra cui alcune proprietà nel Wiltshire e dei terreni boscosi nei pressi della New Forest. Quando anche Thomas Arundell venne giustiziato Anne e il marito ricevettero il Castello di Wardour con l'omonimo parco oltre che alcune proprietà che erano appartenute alla Diocesi di Winchester.
Anna morì il 20 febbraio 1552 quando era divenuta una delle dame della principessa Maria e venne sepolta all'Antica cattedrale di San Paolo.
William si risposò con Anne Talbot senza avere altri figli ed egli stesso morì il 17 marzo 1570 e venne sepolto nella stessa chiesa della moglie.

## Discendenza
Dal suo matrimonio, ebbe tre figli sopravvissuti:
- Henry Herbert, II conte di Pembroke (1539 - 1601); che sposò in prime nozze Catherine Grey. Le nozze vennero annullate nel 1554 ed egli si risposò con Catherine Talbot, figlia di George Talbot, VI conte di Shrewsbury, ed infine con Mary Sidney, da cui ebbe diversi figli fra cui William Herbert, III conte di Pembroke e Philip Herbert, IV conte di Pembroke.
- Edward Herbert (1547-1595); sposò Mary Stanley, con discendenza, fra cui William Herbert, I barone Powis.
- Anne Herbert (1550-1592), che sposò Francis Talbot, figlio di George Talbot, VI conte di Shrewsbury, divenendo quindi cognata del proprio fratello. Non ebbe discendenza nota.